# St Keyne Wishing Well
St Keyne Wishing Well – stacja kolejowa w miejscowości St Keyne na linii Looe Valley Line. Stacja otwarta została dla ruchu towarowego w 1860 r., ruch pasażerski rozpoczął się w 1879 r.

## Ruch pasażerski
Stacja w St Keyne obsługuje ok. 1500 pasażerów rocznie (dane za okres od kwietnia 2021 do marca 2022). Pociągi zatrzymują się na żądanie. Stacja obsługuje połączenia z Looe i Liskeard. W pobliżu stacji muzeum "Magnificent Music Machines".